# John Morrow (Politiker, vor 1805)
John Morrow (geb. vor 1805; gest. nach 1809) war ein US-amerikanischer Politiker. Zwischen 1805 und 1809 vertrat er den Bundesstaat Virginia im US-Repräsentantenhaus.
Die Quellenangaben über diesen Politiker sind sehr unvollständig. Weder sein Geburts- und Sterbeort noch die entsprechenden Lebensdaten sind überliefert. Er schloss sich der Demokratisch-Republikanischen Partei an und wurde bei den Kongresswahlen des Jahres 1804 im zweiten Wahlbezirk von Virginia in das US-Repräsentantenhaus in Washington, D.C. gewählt, wo er am 4. März 1805 die Nachfolge von James Stephenson antrat. Nach einer Wiederwahl konnte er bis zum 3. März 1809 zwei Legislaturperioden im Kongress absolvieren, die sich zeitlich mit der zweiten Amtszeit von Präsident Jefferson deckt. Im Jahr 1808 wurde sein Vorgänger Stephenson auch zu seinem Nachfolger gewählt.
Nach dem Ende seiner Zeit im US-Repräsentantenhaus verliert sich die Spur von John Morrow wieder. Es gibt nur wenige Kongressabgeordnete, über die so wenige Informationen überliefert sind wie in diesem Fall.